# Tectus royanus
Tectus royanus is een slakkensoort uit de familie van de Tegulidae. De wetenschappelijke naam van de soort is voor het eerst geldig gepubliceerd in 1912 door Tom Iredale.